# Григорчук-Войтко Наталія Володимирівна
Наталія Володимирівна Григорчук-Войтко (*20 березня 1981 р., с. Снячів Сторожинецького району Чернівецької області) — українська поетеса, літератор, член Національної спілки письменників України, громадський діяч.

## Життєпис
Народилася  20 березня 1981 р. в селі Снячів (Сторожинецький район, Чернівецька область). З дитинства зачарована красою нашої буковинської природи, і любов до цієї краси, до всього гарного, світлого, чистого почала народжуватися у серці поетичними рядками і виливатися на папір. У 1995 році Наталія почала писати вірші. Перший вірш присвячено пам'яті Назарія Яремчука. У 1997 році у районній Сторожинецькій газеті «Рідний край» були надруковані перші твори. У 1998 році закінчила 11-річну Снячівську загальноосвітню школу з відзнакою. У 2004 році вступила до ЧНУ ім. Ю. Федьковича на філологічний факультет.
У 2008 році, навчаючись на 4-му курсі, виходить з друку перша збірка поезій «Ступаю тихо на траву», передмову до якої написала буковинська поетеса Анна Дущак. У 2009 році вірші Наталії надруковані в «Університетському віснику». 2009 року вийшла друком друга збірочка — «Мелодія серця». Вірші її учнів побачили світ у збірочках під назвами: «Весняні світанки» (2014) та «Буковинські дзвіночки» (2016). У 2019 році вийшла з друку третя книжечка віршів — «Любові вічний дар», в якій, крім поезій, містяться невеличкі новели, взяті з самого життя. У 2020 році народилася четверта збірочка поезій та двох новел під назвою — «Люблю як вперше», у 2022 році — п'ята збірка поезій «Ранок і сонце». З 2016  по 2020 роки вірші друкувалися у Вижницькому журналі «Німчич». У 2021 році поезія дебютувала в «Буковинському журналі». Ще у  2021 році друкується у літературно-художньому виданні «Сонячне місто» (Київ), а у лютому 2022 року вірші були надруковані у літературно-мистецькому виданні «Розфарбую коханням увесь світ» (Київ), де  Наталія стала переможцем конкурсу в номінації «Поезія». Є активною учасницею письменницько-бібліотечного марафону Чернівецької обласної організації НСПУ «Слово — у гарячих лавах української нації» (2022—2024). Дипломантка XXIV загальнонаціонального конкурсу «Українська мова — мова єднання» за збірки поезій «Любові вічний дар» та «Люблю як вперше». (м. Одеса, 2023).  Дипломантка XXV загальнонаціонального конкурсу «Українська мова – мова єднання» за збірки поезій «Ранок і сонце» та «Дорога до перемоги» (м.Одеса, 2024). У 2023 році побачила світ шоста збірка поезій «Дорога до ПЕРЕМОГИ». цьому ж році Наталія Войтко стала активним членом Всеукраїнської громадської організації Союзу Українок Чернівеччини-Буковини, а 21 грудня 2023 року на черговому засіданні НСПУ Наталію прийнято до Національної спілки письменників України. У 2024 році вийшла з друку сьома збірка поезій — «Назустріч вітрам». У 2024 році у видавництві «Родовід» вийшла з друку сьома збірка віршів «Назустріч вітрам», а через рік (2025 р.) – разом зі своїми учнями видрукували книжечки дитячих творів «З Україною в дитячому серці» та «Коли квітнуть слова». Також у 2025 р. у видавництві «Родовід» виходять з друку ще дві збірки поезій та прози – «Грозове літо» та «Думки десь поруч».
   На поезію Наталії написано вже не одну пісню буковинськими композиторами  Ігорьом Миськом, співаками Іваном Дердою та Павлом Дворським.
Працює Наталія  вчителем української мови та літератури в Снячівському ЗЗСО І-ІІІ ступенів, Великокучурівської ТГ.

## Творчі здобутки
Поетичні та прозові твори:
- Ступаю тихо на траву… .– Чернівці: «Рута» 2008. — 40 с. — ISBN 978-966-568-985-0.
- Мелодія серця. — Чернівці: Книги — ХХІ, 2009. — 72 с. — ISBN 978-966-2147-74-2.
- Любові вічний дар. — Чернівці: Технодрук, 2019. — 152 с. — ISBN 978-617-7611-47-8
- Люблю як вперше. — Чернівці: Технодрук, 2020. — 48 с. — ISBN 978-617-7611-77-5.
- Ранок і сонце. — Чернівці: Технодрук, 2022.- 80 с. — ISBN 978-617-8034-31-3.
- Дорога до перемоги. — Чернівці: Технодрук, 2023. — 72 с. ISBN 978-617-8034-41-2.
- Назустріч вітрам. — Чернівці: «РОДОВІД», 2024. — 176 с.